# Перес Прадо
Пе́рес Пра́до (исп. Pérez Prado, [ˈpeɾes ˈpɾaðo]; 11 декабря 1916 — 14 сентября 1989) — кубинский музыкант, композитор, руководитель оркестра, сыгравший большую роль в популяризации мамбо в Соединённых Штатах Америки в 1950-е годы. Его часто называют «королём мамбо»
Его, возможно, самые известные сочинения как композитора — «Mambo No. 5» (позже два раза на первом месте британского чарта: в 1999 году в исполнении Лу Беги и в 2001 году в исполнении мультипликационного персонажа Боба-строителя) и «Mambo No. 8».
В 1948 году переехал с Кубы в Мексику. Получил гражданство только в 1980 году. Скончался в Мехико 14 сентября 1989 года от остановки сердца.